# Spielberg (Duo)
Spielberg (Eigenschreibweise: SPIELBERG) ist ein deutsches Schlager-Duo, das seit 1999 besteht.

## Künstler
Die beiden Künstler des Duos sind Silke (* 13. Juni 1978) und Dirk Spielberg (* 15. April 1972). Silke Spielberg sang bereits als Kind im Gastronomiebetrieb ihrer Eltern und feierte 1991, mit dem 2. Platz beim Nachwuchswettbewerb im ZDF-Fernsehgarten, ihren ersten großen Erfolg. Darauf folgten zwei Solo-Alben. Dirk Spielberg trat 1979 in den Roßlauer Spielmannszug ein. Bereits vier Jahre später taktierte er, als jüngster Stabführer, 4000 Spielleute vor über 100.000 Zuschauern im Leipziger Zentralstadion, anlässlich des 7. Turn- und Sportfestes der DDR. Er erlernte verschiedene Instrumente, unter anderem Akkordeon, Schlagzeug und Querflöte. Im Jahr 1998 gewann er den Barbarine Pokal, anlässlich der Weiß-Grünen Hitparade mit seinem Song Sommerwind von Santa Monica. Mit Wolfgang Schwalm, einem Teil der Wildecker Herzbuben, produzierte er ein Soloalbum.
Seit dem Jahr 2000 sind Silke und Dirk Spielberg ein Paar, sie heirateten im Jahr 2007. Im Jahr 2009 kam ihr gemeinsamer Sohn zur Welt, am Geburtstag von Silke Spielberg.

## Musikalische Karriere
Im Jahr 1999 lernen sich beide Solisten kennen, und erste gemeinsame erfolgreiche Auftritte folgten. Unter dem Künstlernamen „Silke & Dirk Spielberg“ sangen sie fortan im Schlagerbereich vorwiegend Love-Songs im Duett. Sie waren in diversen TV- und Radiosendungen zu Gast, z. B. „Hier ab vier“, „ZDF-Fernsehgarten“, „Musik für Sie“, „Zauberhafte Heimat“.
Seit 2006 werden sie von Musikproduzent Helly Kumpusch (Hellywood Music) in Österreich betreut. Einige ihrer Songtexte schreiben sie selber. Im Jahre 2006 startet Spielberg zum 1. Mal zur Fanreise, welche seitdem jährlich stattfindet. Auch das Spielberg-Festival findet seit 2012 jährlich statt.
Im Jahr 2009 gewannen sie den Herbert-Roth-Preis in der Kategorie Junge Duos. Seit 2017 treten sie nur noch unter den Namen „Spielberg“ auf.
Neben ihrer nationalen und internationalen Musikkarriere, fungieren sie seit 2006 immer häufiger als Veranstalter in der Fläminger Musikscheune in Bräsen (Sachsen-Anhalt). Sie entwickeln in dieser Zeit die Eventreihe „Spielberg lockt die Stars auf's Land“, die jährlich einige tausend Besucher anlockt.

## Diskografie (Auswahl)

### Alben
- 2004: Als mein Leben begann
- 2009: Du mich auch…?
- 2012: Gesucht & Gefunden
- 2013: Merry Christmas, mein Schatz
- 2015: Nur mit dir (Best-Of-Album zum 15-jährigen Jubiläum)
- 2016: Die Zauberkraft der Menschlichkeit
- 2017: Du & Ich
- 2019: Finde den Fehler
- 2020: Single – SPIELBERG feat. Seven Teens „Hab ein Herz für deine Kinder“
- 2021: Single – Mit Abstand die beste Party

### Kompilationen
- 2008: HIT – MIX 2009: Der Deutsche
- 2009: 10 Jahre Die Große Schlagerstarparade